# イソバレルアミド
イソバレルアミド（英語: isovaleramide）は、化学式が (CH3)2CHCH2C(O)NH2 の有機化合物である。3-メチルブタン酸（イソ吉草酸）から誘導されるアミドである。

## 生成と生物活性
ワレリアナ根の成分である。
ヒトでは、低用量ではマイルドな抗不安薬として、高用量ではマイルドな鎮静薬として作用する。細胞毒性がなく、中枢神経系を刺激する作用もない。肝臓のアルコール脱水素酵素を阻害し、マウスに腹腔内投与した場合のLD50は400mg/kg以上と報告されている。
イソ吉草酸と同様に、GABAA受容体の陽性アロステリック調節因子である。